# Ton Annink
Antonius Hermanus (Ton) Annink (Hengelo (Overijssel), 15 mei 1953 – Den Haag, 30 november 2021) was een Nederlands ambtenaar en bestuurder.

## Leven en werk
Drs. Annink studeerde na de middelbare school bedrijfseconomie aan de universiteit. Hij begon zijn carrière als beleidsmedewerker bij het ministerie van Economische Zaken. Vervolgens was hij inspecteur der Rijksfinanciën van het ministerie van Financiën en van 1983 tot 1995 was Annink werkzaam als hoofd van de centrale directie van Financiële en Economische Zaken en plaatsvervangend directeur-generaal van Volksgezondheid bij het ministerie van Welzijn, Volksgezondheid en Cultuur.
In 1995 werd hij benoemd tot directeur-generaal management en personeelsbeleid, tevens locosecretaris-generaal, van het ministerie van Binnenlandse Zaken en Koninkrijksrelaties en in 1999 tot directeur-generaal Openbare Orde en Veiligheid bij ditzelfde ministerie. Van 16 januari 2003 tot 1 oktober 2012 was Annink secretaris-generaal van het ministerie van Defensie. Per 1 oktober 2012 werd Annink benoemd tot secretaris-generaal van het ministerie van Sociale Zaken en Werkgelegenheid. Annink was daarnaast voorzitter van de Stichting Parnassia/Bavo-groep te Den Haag.
Op 31 maart 2016 maakte Annink bekend dat hij om gezondheidsredenen terugtrad als secretaris-generaal bij het ministerie van Sociale Zaken en Werkgelegenheid. Hij ontving in november 2016 de Hans Dijkstal Award, een oeuvreprijs voor topambtenaren die gedurende hun carrière een essentiële bijdrage leveren aan de kwaliteit en zichtbaarheid van de publieke sector. Tot januari 2018 werkte hij als buitengewoon adviseur algemene bestuursdienst bij het ministerie van Binnenlandse Zaken en Koninkrijksrelaties.
Annink overleed in 2021 op 68-jarige leeftijd.
- Parlement.com: vgnx2tm8l0hn